# Idioma cham
El cham es una lengua austronesia del grupo malayo-sumbawano (subgrupo aché-chámico) hablada principalmente por los cham. Se calcula en casi 400 mil el número de hablantes  que se concentran principalmente en Vietnam y Camboya, aunque también existen hablantes en Tailandia y China.
El cham antiguo fue la lengua del histórico reino de Champa.

## Distribución
En Vietnam se habla en el sudeste de la costa desde Phan Rang hasta medio camino de Ciudad Ho Chi Minh; en Kampuchea se habla en el nordeste, en los alrededores de Kampong Cham, habiendo pequeños grupos de hablantes en Tailandia y Malasia.

## Descripción lingüística
El cham como la mayor parte de lenguas malayo-polinesias no ni género ni número. El "género natural" se indica por léxico, como amoeu 'padre', inoeû 'madre' o por adición de clasificador para personas: dam (masculino), daraa (femenino) y tanov (masculino), binai (femenino para animales) pero no tiene marcas específicamente gramaticales. Tampoco existe flexión de caso.
El tiempo verbal se indica por partículas que acompañan a la raíz, como shi/thi para el futuro, joeû para el pasado. El marcador imperativo es bêk. El orden de la frase es sujeto, verbo, objeto.
El sistema de escritura cham es silábico y deriva del devánagari. Procede del siglo II. El sentido de la escritura es horizontal de izquierda a derecha.
- Datos: Q241146